# Tratado Pacheco-de la Guardia
El Tratado Pacheco-de la Guardia fue un acuerdo limítrofe firmado el 6 de marzo de 1905 en la ciudad de Panamá entre los ministros plenipotenciarios Leónidas Pacheco y Santiago de la Guardia, representantes de las Repúblicas de Costa Rica y de Panamá, respectivamente, con el fin de dirimir la indefinición de la línea fronteriza entre ambos países.

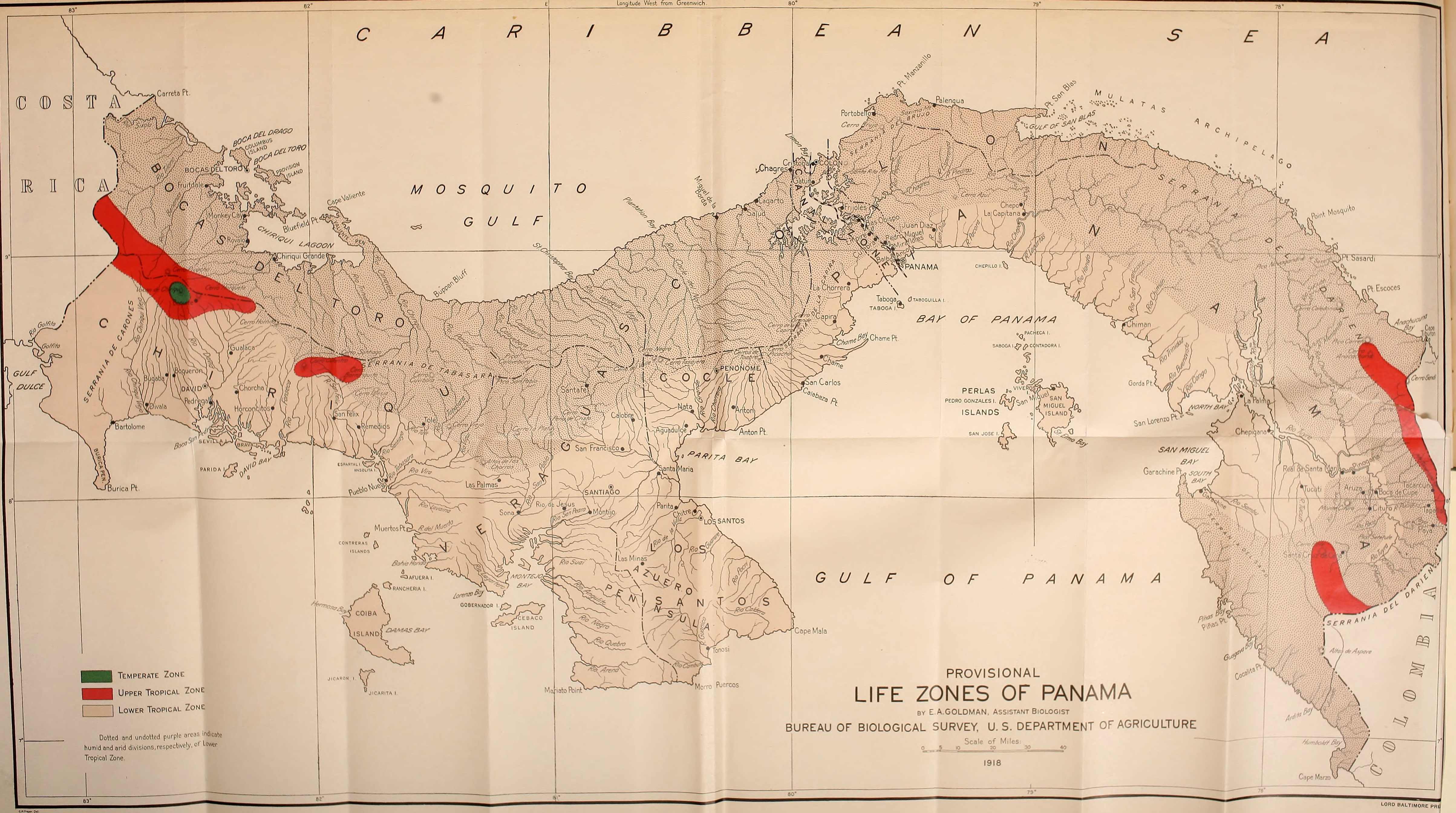
Mapa de Panamá de 1921, con la línea Pacheco-de la Guardia como límite con Costa Rica.

Tras la fallida ejecución del Laudo Loubet, Panamá y Costa Rica vieron la necesidad de hallar una salida negociada la problemática que se daba en su frontera común, que se venía incrementando con la presión de las compañías bananeras estadounidenses y sus latifundios; para ello se nombraron como representantes a los cancilleres Leónidas Pacheco y Santiago de la Guardia, de Costa Rica y de Panamá respectivamente. Estos suscribieron el 6 de marzo de 1905 un tratado que convenía una línea fronteriza intermedia entre las pretensiones de ambos países que recogía gran parte del dictamen del Fallo Loubet.
El tratado definía la frontera de la siguiente manera:

...una línea que, partiendo de punta Mona, en el océano Atlántico, siga en dirección sudoeste hasta encontrar el río Sixaola, aguas abajo de Cuabres. De este punto la línea divisoria seguirá por la ribera izquierda de dicho río Sixaola hasta la confluencia de este río con el Yurkin o Zhorquin. Aquí la línea fronteriza cortará el thalweg del Tarire o Sixaola en la ribera izquierda del Yurkin y seguirá en dirección sur la división de aguas, primeramente entre las cuencas del Yurkin, al este, y del Urén, al oeste, y luego entre de este último y las del Taraira o Tilorio hasta alcanzar la cumbre de la gran Cordillera que divide las aguas del océano Atlántico de las del Pacífico. Desde este lugar seguirá la línea con dirección este-sud-este por sobre la referida cumbre hasta un punto denominado cerro Pando que marca el principio de la división de aguas entre los ríos Coto de Térraba y Chiriquí Viejo. De allí la frontera continuará por sobre la cumbre de las montañas de Santa Clara, siguiendo la división de aguas entre los ríos Coto de Térraba y Esquina al oeste, y los ríos Chiriquí Viejo y Coto del Golfo al este, hasta alcanzar las cabeceras del río Golfito, sobre el cual se continuará la línea hasta alcanzar su desembocadura en el golfo Dulce, en la boca llamada de Golfito. Entre este último y Puntarenas, una recta imaginaria dividirá las aguas del golfo Dulce.

El tratado fue rechazado por el congreso de Costa Rica en 1907, mientras el de Panamá lo aprobó el 26 de enero del mismo año.